# فی برساووش
فی برساووش یک ستاره است که در صورت فلکی برساوش قرار دارد.